# Лиандро Мартис
Лиандро Рудуендри Филипе Мартис (на нидерландски: Liandro Rudwendry Filipe Martis) е футболист от Кюрасао, който играе на поста ляво крило.

## Кариера
Мартис е юноша на Фейенорд и Лестър.
На 22 август 2021 г. Лиандро подписва с Монтана. Дебютира на 28 август при равенството 1:1 като гост на Септември (Симитли).

### Спартак Варна
На 8 юни 2022 г. Мартис е обявен за ново попълнение на варненския Спартак. Прави дебюта си на 11 юли при загубата с 0:1 като домакин на Славия.

## Национална кариера
На 14 юли 2012 г. Лиандро дебютира за националния отбор на Кюрасао в приятелски мач срещу националния отбор на Аруба, загубен от "синьото семейство" с 3:2.